# Kings of the Forest (film 1912)
Kings of the Forest è un cortometraggio muto del 1912 diretto da Colin Campbell.

## Produzione
Il film fu prodotto dalla Selig Polyscope Company.

## Distribuzione
Distribuito dalla General Film Company, il film - un cortometraggio in due bobine - uscì nelle sale cinematografiche statunitensi l'11 novembre 1912. L'Ideal (come Ideal Renting Company) distribuì il 19 gennaio 1913 il film nel Regno Unito in una versione ridotta di 550 metri.